# Abra palmeri
Abra palmeri is een tweekleppigensoort uit de familie van de Semelidae. De wetenschappelijke naam van de soort werd in 1915 gepubliceerd door Dall.